# Suécia nos Jogos Olímpicos de Verão de 1948

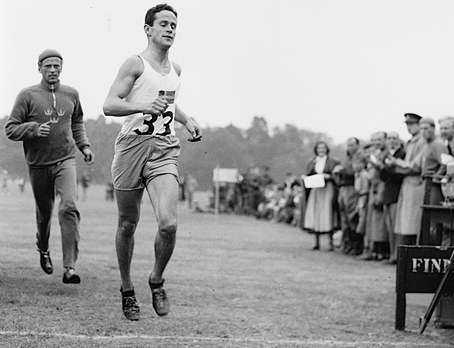
William Grut, vencedor da medalha de ouro na modalidade de pentáculo dos Jogos Olímpicos de Verão de 1948, e Sune Wehlin, também atleta sueco, durante a prova.

A Suécia competiu nos Jogos Olímpicos de Verão de 1948, realizados em Londres, Inglaterra.